# Aristida monticola
Aristida monticola är en gräsart som beskrevs av Johannes Jan Theodoor Henrard. Aristida monticola ingår i släktet Aristida och familjen gräs.
Artens utbredningsområde är KwaZulu-Natal. Inga underarter finns listade i Catalogue of Life.